# Oligodon kheriensis
Espèce
Oligodon kheriensis est une espèce de serpent de la famille des Colubridae.

## Systématique
L'espèce Oligodon kheriensis a été décrite en 1936 par les herpétologistes indiens M. N. Acharji (d) et H. C. Ray (d), tous deux travaillant alors au Musée indien à Calcutta.
Cette espèce a été relevée de sa synonymie avec Oligodon cyclurus (Cantor, 1839) par Patrick David (d), Indraneil Das et Gernot Vogel (d) en 2011.

## Répartition
Cette espèce se rencontre :
- en Inde dans l'Uttar Pradesh ;
- dans le sud-ouest du Népal.

## Étymologie
Son nom d'espèce, composé de kheri et du suffixe latin -ensis, « qui vit dans, qui habite », lui a été donné en référence au lieu de sa découverte, le district de Lakhimpur Kheri.

## Publication originale
- (en) M. N. Acharji et H. C. Ray, « A New Species of Oligodon from the United Provinces (India) », Records of the Indian Museum, Calcutta, Inconnu, vol. 38, no 4,‎ 1936, p. 519-520 (ISSN 0375-099X, OCLC 1427183, DOI 10.26515/RZSI/V38/I4/1936/162312, lire en ligne).